# Tlapehualita
Tlapehualita är en ort i Mexiko.   Den ligger i kommunen Tlacuilotepec och delstaten Puebla, i den sydöstra delen av landet, 160 km nordost om huvudstaden Mexico City. Tlapehualita ligger 891 meter över havet och antalet invånare är 367.
Terrängen runt Tlapehualita är kuperad åt nordost, men åt sydväst är den bergig. Runt Tlapehualita är det ganska tätbefolkat, med 160 invånare per kvadratkilometer. Närmaste större samhälle är Xicotepec de Juárez, 9,1 km söder om Tlapehualita. Omgivningarna runt Tlapehualita är en mosaik av jordbruksmark och naturlig växtlighet.